# Steinbach (Mainburg)
Steinbach ist ein Gemeindeteil der Stadt Mainburg im niederbayerischen Landkreis Kelheim. Bis zum 31. Dezember 1977 bildete es eine selbstständige Gemeinde.

## Lage
Das Pfarrdorf Steinbach liegt in der Hallertau etwa drei Kilometer südwestlich von Mainburg. Etwa zwei Kilometer südöstlich liegt Rudelzhausen in Oberbayern.

## Geschichte
Im Jahre 778 vermachten Reginhoh, seine Gattin Landrada und sein Sohn Heriolt ihre freieigenen Güter zu Hrodolveshusir (Rudelzhausen) und Steinesdorf (Steinbach) dem Bischof von Freising. Zwischen 938 und 957 tauschte Bischof Lantpert von Freising 24 Joch Acker und eine Mühle zu Steinesdorf gegen Güter in Elsendorf.
1833 bestand das Kirchdorf Steinbach aus 27 Häusern mit 126 Einwohnern. Die Gemeinde Steinbach gehörte ab 1901 zum neu gebildeten Bezirksamt Mainburg und ab 1939 zum Landkreis Mainburg.
Am 1. Januar 1978 wurde die Gemeinde Steinbach im Zuge der Gebietsreform in Bayern in die Stadt Mainburg eingegliedert. Kirchlich dagegen ist das Kuratbenefizium Steinbach ein Teil der Seelsorgeeinheit Hebrontshausen – Rudelzhausen – Steinbach – Tegernbach im Dekanat Geisenfeld.

## Sehenswürdigkeiten
- Kuratbenefiziumskirche St. Martin. Sie wurde 1718 bis 1720 erbaut und 1906 erweitert.
- Hopfenhaus Steinbach wurde im Aug. 2015 eingeweiht. Es ist einer der Dreh- und Angelpunkte der Dorfgemeinschaft. Es liegt in Steinbach in der Dorfmitte.

## Vereine
- Freiwillige Feuerwehr Steinbach
- Katholischer Frauenbund Steinbach
- Kriegerverein Steinbach
- Landjugend Steinbach
- Theatergruppe Steinbach